# Gerald Koh
Koh Mun Yew, detto Gerald (20 giugno 1978), è un ex nuotatore singaporiano, che ha partecipato alle Olimpiadi estive di Atlanta 1996.
Ha vinto la medaglia di bronzo nei 200m dorso ai Giochi del Sudest asiatico del 2001.
È il fratello del nuotatore olimpico Desmond Koh.